# Pillac
Pillac é uma comuna francesa na região administrativa da Nova Aquitânia, no departamento de Charente. Estende-se por uma área de 19,64 km². Em 2010 a comuna tinha 276 habitantes (densidade: 14,1 hab./km²).